# Virginio Rosetta
Virginio "Viri" Rosetta, född 25 februari 1902 i Vercelli, död 31 mars 1975 i Turin, var en italiensk fotbollsspelare. Han var med och vann VM 1934.

## Karriär
Virginio Rosetta startade sin karriär i Pro Vercelli som anfallare, men skulle senare göra sig mest känd som försvarare. Med Pro Vercelli vann han ligan 1921 samt 1922, innan han flyttade till Juventus 1923. Där vann han återigen ligan 1926 och var dessutom en del av det lag som vann scudettin fem år i följd på 30-talet. Rosetta är tillsammans med Giovanni Ferrari och Giuseppe Furino de enda spelarna som har vunnit ligan åtta gånger.
För Italiens landslag gjorde Rosetta 52 landskamper och spelade i VM 1934, ett mästerskap som Italien vann. Han spelade första matchen mot USA, som Italien vann med 7-1, vilket även visades bli hans sista framträdande för landet.

## Meriter
Pro Vercelli
- Serie A: 1921, 1922

Juventus
- Serie A: 1926, 1931, 1932, 1933, 1934, 1935

Italien
- OS-brons: 1928
- VM-guld: 1934